# Мясников, Александр Сергеевич (литературовед)
Алекса́ндр Серге́евич Мяснико́в (5(18) сентября 1913, Калуга — 1982) — советский литературовед и литературный критик, доктор филологических наук.

## Биография
Окончив Московский областной педагогический институт (1936) и аспирантуру при МГПИ имени В. И. Ленина (1941). Член ВКП(б) с 1940 года. Начал литературную деятельность во время Великой Отечественной войны, публиковался с 1942 года. Работал редактором, затем главным редактором Гослитиздата (1941—1947). В дальнейшем заведовал отделом литературы и искусства журнала «Большевик» («Коммунист») (1949—1953).
В 1946—1964 годах — заместитель руководителя, руководитель кафедры теории литературы Академии общественных наук при ЦК КПСС, руководил отделом комплексных теоретических проблем Института мировой литературы имени А. М. Горького. С 1967 года— член редколлегии журнала «Вопросы литературы».

## Научная деятельность
Автор работ, посвящённых развитию русской литературы и критики, вопросам социалистического реализма, партийности и народности советской литературы. Опубликовал ряд брошюр и статей, о творчестве В. Г. Белинского, А. М. Горького, В. В. Маяковского, А. А. Блока, В. Я. Брюсова, А. И. Куприна, В. В. Вересаева, А. Н. Толстого, М. А. Шолохова. Очерк «Александр Сергеевич Пушкин» — единственное выступление А. С. Мясникова в серии «Жизнь замечательных людей».

## Основные работы
- «В. В. Маяковский» (1948);
- «А. Н. Толстой» (1948);
- «А. М. Горький» (1949);
- «В. Я. Брюсов» (1949);
- «А. А. Блок» (1949);
- «Русская литература XX века. курс лекций, прочитанных в 1948—49 в Высшей парт. школе» (1949);
- «М. Горький. Очерк творчества» (1953)